# Emil Adam
 (juillet 2018).
Pour les personnes ayant le même patronyme, voir Adam (homonymie).
Emil Franz Adam (né le 20 mai 1843 à Munich, mort le 19 janvier 1924 à Munich) est un peintre allemand.

## Biographie

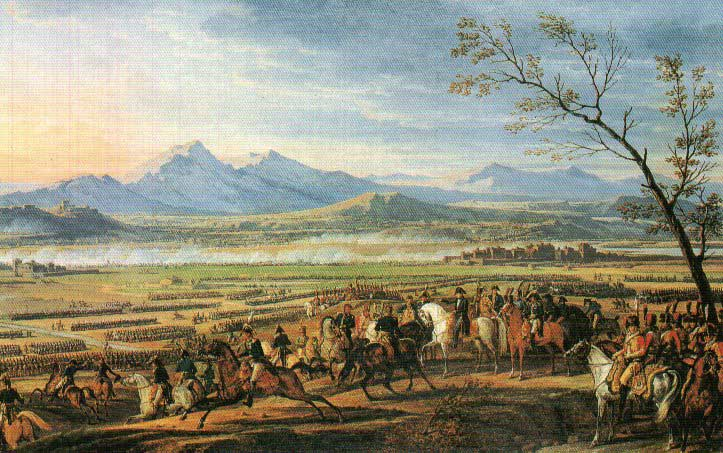
Emil Adam, La Bataille de Wagram

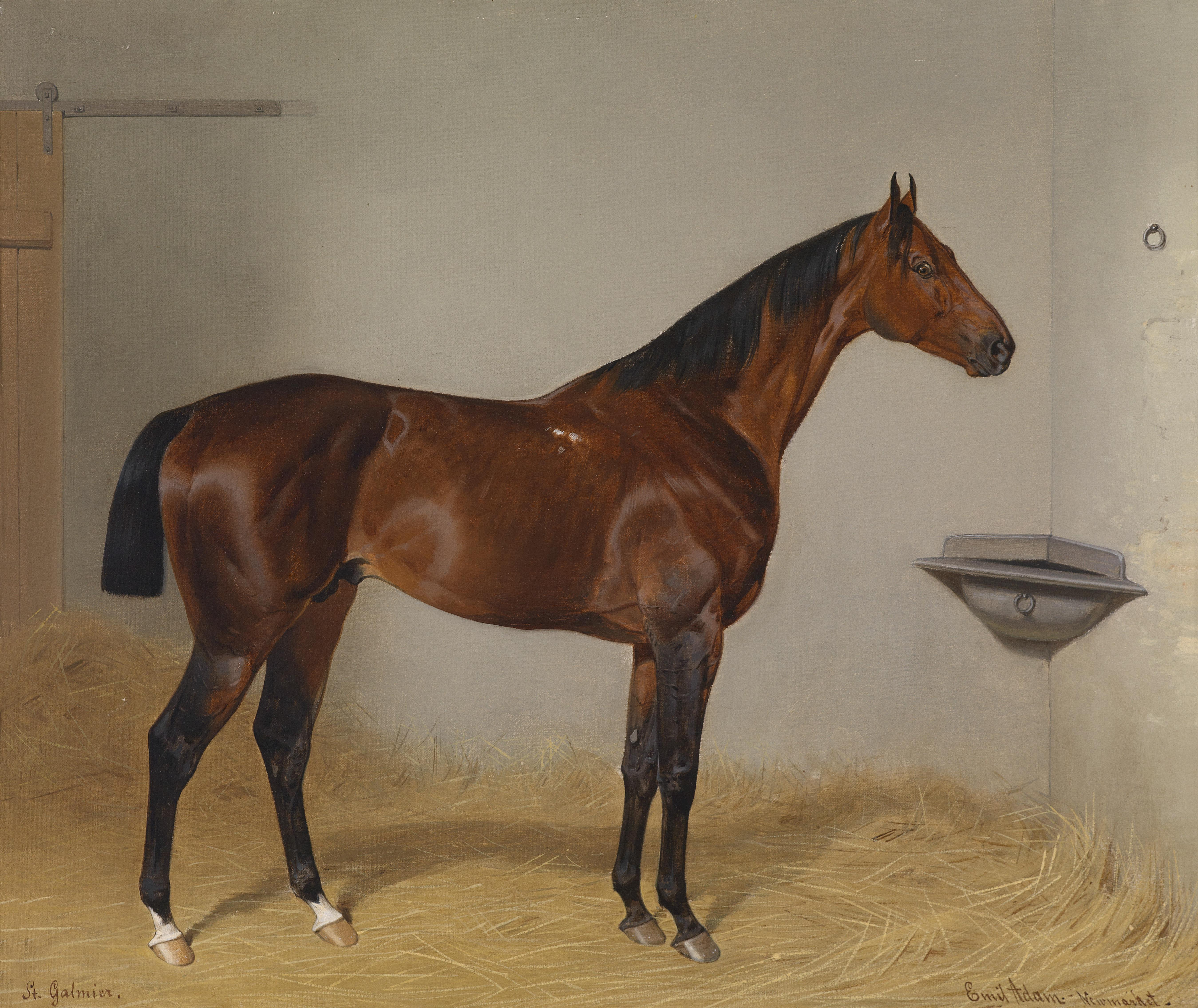
St Galmier, vers 1885

Il peint beaucoup de tableaux de chevaux (par exemple le portrait de la championne Sceptre, en 1906), de portraits équestres et des scènes de chasse.
Emil Adam est le fils de peintre animalier Benno Adam et l'élève de son oncle Franz Adam et plus tard de Jean-François Portaels à Bruxelles. Il épouse Joséphine Marie, née Wurmb et est le père du peintre Richard Benno Adam et du prêtre Ernst Adam.

## Source, notes et références
- (de) Cet article est partiellement ou en totalité issu de l’article de Wikipédia en allemand intitulé « Emil Adam » (voir la liste des auteurs).